# Brug 661
Brug 661 is een vaste brug in Amsterdam Nieuw-West.
Ze is gelegen in het Rembrandtpark en ligt in een voetpad dat de verbinding verzorgt tussen de Willem Schoutenstraat aan de oostzijde en de Staalmeesterslaan aan de westkant van het park. Langs dat pad ligt Amsterdams oudste kinderboerderij "De Uijlenburg".
Vanaf de definitieve opening van het park in 1974 lag er een houten brug over de waterweg die van noord naar zuid door het park loopt. Deze brug, net als het park van de tekentafel Dirk Sterenberg en de Dienst der Publieke Werken, bestond uit houten liggers met houten balustrades in de vorm van donkerbruine balken. 
De hoogte was door tuinarchitecte Janneke Willemsen zo gekozen, dat gehurkte schaatsers onder de brug door konden. De houten bruggen waren rond 2000 aan vervanging toe; ze waren vermolmd. Royal HaskoningDHV, met ontwerpers Syb van Breda, Joris Smits en René Rijkers, kwam met een soort standaardbrug voor het park. Zij bestaan uit een cortenstalen brugdek waarop de glazen borstwering/balustrades steunen. Het is een duurzame brug, want de gebruikte materialen zijn recyclebaar. De relatief lichte constructie kon geplaatst worden op de oude fundering, zodat tijd en materiaal uitgespaard konden worden. De bruggen liggen nu wel lager over het water. De doorzichtige balustraden werden al snel doelwit van graffiti en vandalisme. Deze brug is een versmalde versie van Brug 660, die ook toegankelijk is voor fietsers.
<<< · 600 · 601 · 602 · 603 · 604 · 605 · 606 · 607 · 608 · 609 · 610 · 611 · 612 · 613 · 614 · 615 · 616 · 617 · 618 · 619 · 620 · 621 · 622 · 623 · 624 · 626 · 627 · 628 · 629 · 630 · 631 · 632 · 633 · 634 · 635 · 636 · 637 · 638 · 639 · 643 · 651 · 652 · 653 · 655 · 656 · 657 · 658 · 659 · 660 · 661 · 662 · 663 · 664 · 665 · 666 · 667 · 668 · 669 · 670 · 671 · 673 · 674 · 675 · 676 · 677 · 678 · 679 · 681 · 682 · 683 · 684 · 685 · 687 · 688 · 689 · 690 · 691 · 692 · 695 · 696 · 699 · >>>
Verdwenen brugnummers: 625 (afgebroken brug Sam van Houtenstraat), 640, 644, 645, 646, 647, 648, 650, 672 (duiker Cornelis Lelylaan, Rembrandtpark), 694, 698.
Nooit gebouwd: 649, 680 (nooit gebouwde brug Sloterplas).
Brugnummers 641, 642, 654, 686, 693, 694 en 697 zijn onbekend.